# 姆蒂拉拉國家公園
41°41′51.1″N 41°53′22.2″E / 41.697528°N 41.889500°E

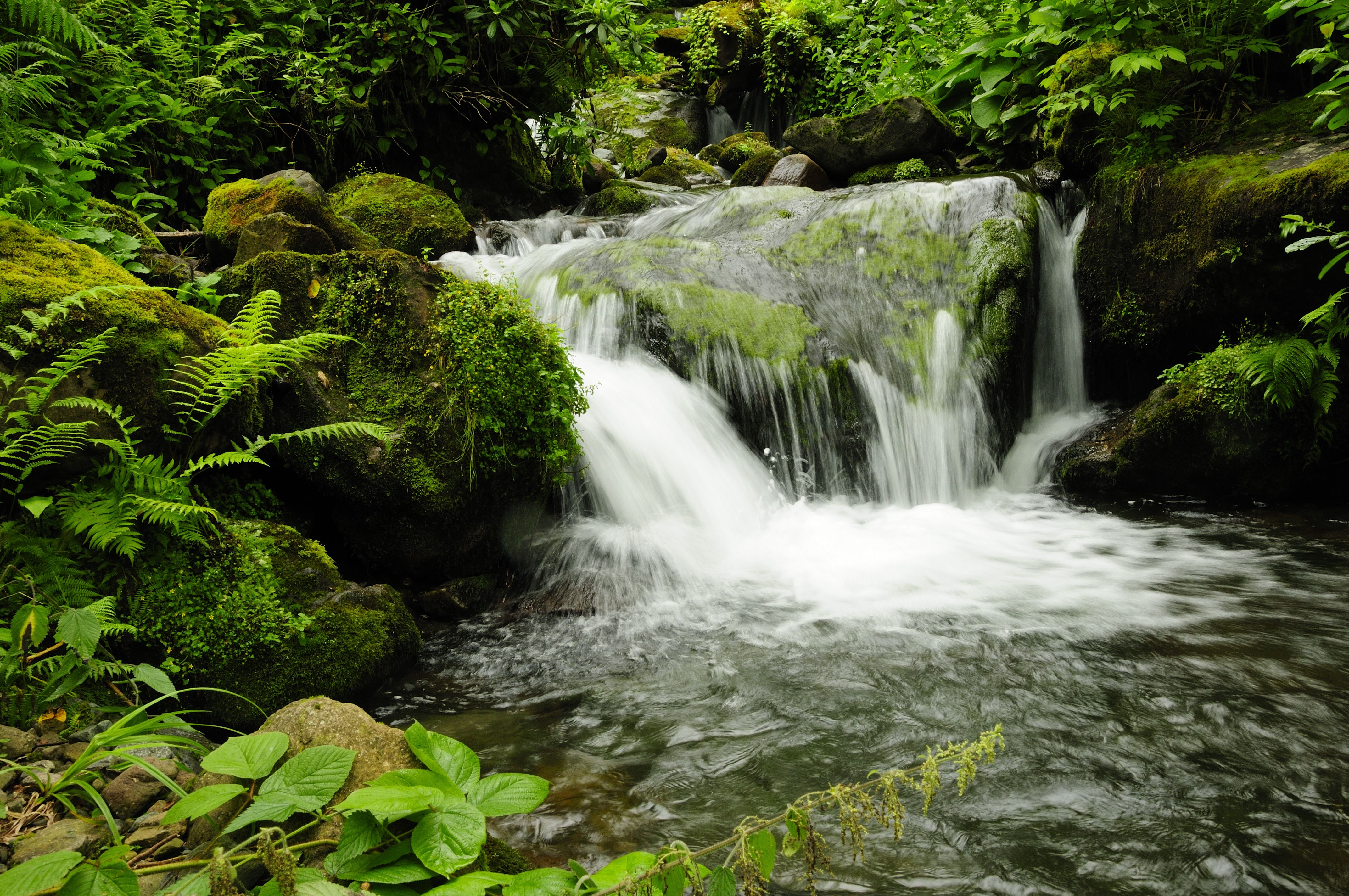

姆蒂拉拉國家公園是格魯吉亞的國家公園，位於該國西南部阿扎爾自治共和國，成立於2006年，面積281平方公里，有棕熊、西方狍、野豬、靴雕、雕鴞、金黃鸝、小默螈、湖側褶蛙等野生動物棲息。